# フィル・ライノット
フィル・ライノット（Phil Lynott、1949年8月20日 - 1986年1月4日）は、アイルランド出身のロック・シンガー、ベーシスト、詩人。
その功績に敬意をこめて「ザ・ロッカー (The Rocker)」と呼ばれる。かつて日本語では「フィル・リノット」と表記されていたが、近年は「ライノット」でほぼ統一されたため、本項もそれに従う。

## 経歴
南米イギリス領ガイアナのジョージタウン出身の父、アイルランド人の母の元にイングランドのスタッフォードシャーで生まれる。母が折からのアイルランドの不況のため出稼ぎに出なくてはならなくなり、ライノットは生まれてすぐマンチェスターにある祖母の家に預けられ、学齢期にダブリンに移るまでそこで過ごす。幼いころのライノットは、映画館で上映されていた西部劇と、エルヴィス・プレスリーの音楽の虜となった。このことは後の音楽活動に多大なる影響を与える。
学業を終えると本格的な音楽活動の道に進み、ブラック・イーグルスを経て、当時アイルランドで最も先進的なロックを演奏していたとされるスキッド・ロウに加入。ここでベースの奏法を習得し、以後ライノットの演奏スタイルが確立される。
スキッド・ロウ脱退後はポエトリー・リーディングの会を開きながら音楽に携わる。当時のアイルランドの流行にあわせアコースティックなサウンドにアプローチしたが（これはシン・リジィ初期まで続く）、幼いころからロック志向を持っていたライノットにとっては本意ではなかったという。
1969年に高校時代の友人ブライアン・ダウニーらとシン・リジィを結成し、中心メンバーとして活躍した。この時期の活動についてはシン・リジィの項を参照。
1983年にグループ解散後、グランド・スラムという新バンドを結成したが不調に終わり、ソロ活動やゲイリー・ムーアとのコラボレーションを行っていたが、1986年にヘロイン注射に伴う内臓の感染症、敗血症により急死。36歳。
2005年、彼の生涯の功績を記念してアイルランド・ダブリンに銅像が建てられ、8月19日に彼の母を迎えて除幕式が行われた。

## ソロ活動・コラボレーション
1978年、ゲイリー・ムーアのソロ・アルバム『バック・オン・ザ・ストリーツ』の制作に携わり、最高位8位のシングル・ヒットとなった「パリの散歩道」の作詞を手がける。この曲はムーアの代表曲として彼の生前、必ずライブで取り上げられていた。歌詞の冒頭は「I remember Paris - in 49（1949年のパリを覚えているよ…）」で始まるが、これは父親に宛てたメッセージである。フィルの父親セシル・パリスはブラジル系黒人の軍人であり、アイルランド駐屯中に母親と出会う。1949年にフィルは生まれるが、父親は彼の顔を見ることなく帰国。なお、ライノットは1976年に父と対面を果たすが、自分の幼少期に不在だった父に対して良い感情は持てなかったという。また、1978年にはジョニー・サンダースの『ソー・アローン』にもベースとボーカルでゲスト参加。1979年12月には、シン・リジィのスコット・ゴーハムとブライアン・ダウニー、元セックス・ピストルズのスティーヴ・ジョーンズとポール・クックと共にグリーディーズ (The Greedies)名義のシングル「A Merry Jingle」を発表。
ソロ・キャリアとしてはシン・リジィ在籍時に作った2枚のソロ・アルバムと、バンド解散後の1985年9月にポール・ハードキャッスルのプロデュースによりリリースしたシングル「19」がある。初のソロ・アルバム『ソロ・イン・ソーホー』（1980年）ではマーク・ノップラーやミッジ・ユーロと共演し、ユーロと共作した「Yellow Pearl」がBBCの音楽番組トップ・オブ・ザ・ポップスのテーマ曲として採用された。
また共作としては、1983年にロイ・ウッドらとのユニット「The Rockers」名義によるシングル「We Are The Boys (Who Make All The Noise)」を発表。1985年には、長年の友人だったギタリスト、ゲイリー・ムーアのアルバム『ラン・フォー・カヴァー』のレコーディングに参加し、ゲイリー・ムーア&フィル・ライノット名義によるシングル「アウト・イン・ザ・フィールズ」は全英シングルチャートで最高位5位のヒットとなった。
音楽家、ロッカーである一面の他に、センチメンタルな感情を書き綴った詩集を3作出版している。2006年現在、旧友の詩人スマイリー・ボルガーによるフィルの詩集のポエトリー・リーディング集会「Vibes For Philo」が継続して行われている。
2005年、1982年のソロ作品『ザ・フィリップ・ライノット・アルバム』に収録された「Old Town」がアイルランドのポップ・ケルト・ミュージック・グループ、ザ・コアーズのアルバム『ホーム』でカバーされ、「Heart Like a Wheel」との両A面シングルとして全英68位を記録した。

## 人となり

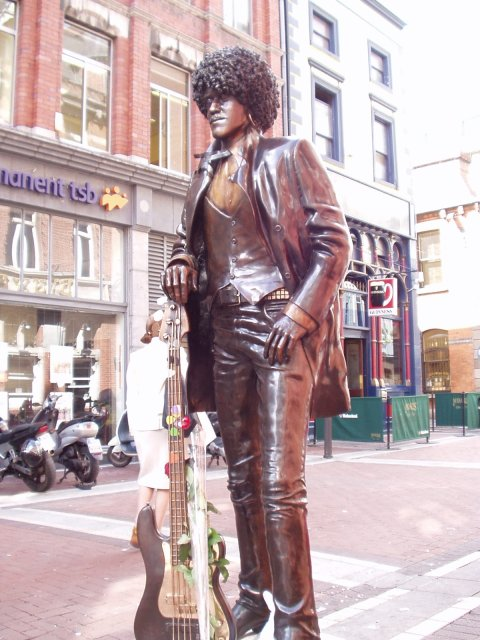
ダブリンにある銅像

シン・リジィを率いて全英で人気を博す中、U2を発掘するなどアイルランドの若手ミュージシャン育成にも力を注ぎ、またイングランドのグレアム・パーカー&ルーモアやアメリカのヒューイ・ルイスのクローヴァーなど実力のある若手を前座に招くなど、彼ら若手に対する音楽的なバック・アップを怠らなかった。もちろんシン・リジィとしてもジョン・サイクスの登用など業績は大きい。「アイルランドの英雄」と呼ばれ続ける存在となった所以である。
反面、ドラッグ・アルコールへの依存症や派手な女性関係など、悪い意味で1970年代の典型的なロック・ミュージシャンでもあった。シン・リジィの度重なるメンバー交代も、他のメンバーがそのようなライフスタイルについていけないことから起こることがしばしばあったという。しかしそうして去ったメンバーたちも、人間としてのフィルを嫌うことはあまりなく、むしろ慕い続けていた。それぞれのインタビューや、シン・リジィの解散最終公演（ライブ盤『ラスト・ライヴ』として聴くことができる）に歴代のギタリストが全員集合してステージに上がった事実からもこれは明らかである。
ソング・ライティングの部分では歌詞のテーマとメロディセンスに長けており、シン・リジィでのカウボーイ・ソングやヒーローをイメージした曲などはジョン・ボン・ジョヴィに多大なる影響を与えている。

## トリヴィア
- マンチェスター・ユナイテッドの狂信的なサポーター。シン・リジィの叙事詩とも言える曲「ブラック・ローズ」には、ジェイムズ・ジョイス、ウィリアム・バトラー・イェイツ、オスカー・ワイルドと並び、ユナイテッドの大スターであり「アイルランドの同胞」でもあるジョージ・ベストの名が登場している。
- 1973年、ディープ・パープルのリッチー・ブラックモア主導で、フリーのポール・ロジャースとフィルによるグループ結成の話があった。しかしポールはこの話も、ディープ・パープル加入の誘いも断って自らのバンドバッド・カンパニーを結成する。そして、ライノットもシン・リジィの活動に専念するため断っている。
- コカインの依存症でもあったが、鼻からの吸引が過度であったために鼻の軟骨が崩れ、シリコンプロテーゼを入れる形成手術を受けていた。独特の鼻にかかった甘い歌声はドラッグの副産物だった。
- 1983年に2度目の英国&欧州ツアーを敢行していた日本のハードロック・バンドBOWWOWのギタリスト、山本恭司のプレイに惚れ込みツアー最中に本人を自宅に招いて夕食をご馳走したことがある。その際、ライノットの次回ソロ・アルバムにおいて「是非、キョウジに参加してもらいたい」と正式に要請するもその後、フィルの体調の悪化につき実現せず。しかしその際の人脈が後日、英国移住後の山本が参加することになる映画サントラ『フェノメナII (Dream Runner)』（1987年）に発展する。

## ディスコグラフィ

### ソロ・アルバム
- 『ソロ・イン・ソーホー』 - Solo in Soho (1981年) ※旧邦題『ソーホー街にて』
- 『ザ・フィリップ・ライノット・アルバム』 - The Philip Lynott Album (1982年)
- Live in Sweden 1983 (2001年) ※ライブ
- The Lost Recording 1970 (2006年) ※EP
- Yellow Pearl (2010年) ※コンピレーション

### グランド・スラム
スタジオ音源集
- Grand Slam: Studio Sessions（2002年）
- Hit the Ground（2019年）

ライブ・アルバム
- Grand Slam: Live 1984（2003年）
- Twilight's Last Gleaming （2003年）
- Glasgow Kiss（2008年）

コンピレーション
- The Grand Slam Years（2007年）
  - Disc 1: Phil Lynott Live In Sweden 1983
  - Disc 2: Live in Ireland 1984
  - Disc 3: Studio Sessions
- The Collection（2009年）
  - Disc 1: Phil Lynott Live in Sweden 1983
  - Disc 2: Live in Ireland 1984 - Galway / Castlebar / Lifford
  - Disc 3: Studio Sessions
  - Disc 4: Live at the Nostell Priory Festival, Wakefield, 27 August 1984
- Slam Anthems（2023年）[8]
  - Disc 1: 2022 Remixes
  - Disc 2: Orebro 1983 (Live)
  - Disc 3: Lifford 1984 (Live)
  - Disc 4: London 1984 (Live)
  - Disc 5: Great Yarmouth 1984 (Live)
  - Disc 6: Demos

### ファンキー・ジャンクション
- Play a Tribute to Deep Purple（1973年） - シン・リジィ（フィル・ライノット、ブライアン・ダウニー、エリック・ベル）が、抱えていた借金返済のためにアイルランドのバンド・エルマー・ファッドのベニー・ホワイト、デイヴ・'モジョ'・レノックスとレコーディングしたディープ・パープルのカバー企画アルバム。ライノットはリード・ボーカルではなく、ベースとバック・ボーカルを担当している[9][10]。